# Biblioteca Lied
La  Biblioteca Lied (en inglés: Lied Library) posee 5 niveles y 302.000 pies cuadrados (28.100 metros cuadrados), es la más grande en la Universidad de Nevada, Las Vegas, Nevada, al oeste de los Estados Unidos. Fue diseñada por los arquitectos de Pugsley Simpson Coulter (anteriormente Arquitectos Welles Pugsley). Las bibliotecas de la universidad de Nevada fueron establecidas en 1957 y ahoran incluye la biblioteca principal Lied, tres subsedes de la biblioteca: la Biblioteca de Estudios de Arquitectura, Biblioteca Currículum Materials, y la Biblioteca de la Música. Además, existen dos campus virtuales.